# 65537-gono

Un 65537-gono regolare.

In geometria, il 65537-gono è un poligono con 65537 ({\displaystyle =2^{16}+1}) lati.

## 65537-gono regolare
Un 65537-gono si dice regolare se ha tutti gli angoli e tutti i lati uguali.

### Angoli caratteristici
Angolo al centro:
{\displaystyle {\frac {2\pi }{65537}}={\frac {360^{\circ }}{65537}}\simeq 0{,}0055^{\circ }.}
Angolo interno:
{\displaystyle \pi -{\frac {2\pi }{65537}}=180^{\circ }-{\frac {360^{\circ }}{65537}}\simeq 179{,}9945^{\circ }.}

### Lato e perimetro
Il lato, calcolato in funzione del raggio r del cerchio circoscritto, è dato da:
{\displaystyle l=2\cdot r\cdot \sin \left({\frac {1}{2}}\cdot {\frac {2\pi }{65537}}\right)\simeq r\cdot 0{,}00009587.}
Il perimetro è:
{\displaystyle P=65537\cdot l\simeq r\cdot 6{,}2831853}
con una differenza di circa 0,015 parti per milione rispetto alla circonferenza di raggio {\displaystyle r}, dalla quale è a tutti gli effetti indistinguibile.

### Area
{\displaystyle A=65537\cdot r^{2}\cdot \sin \left({\frac {180^{\circ }}{65537}}\right)\cdot \cos \left({\frac {180^{\circ }}{65537}}\right)\simeq 3{,}141592649\cdot r^{2}.}

## Notizie storiche
Il 65537-gono regolare è un poligono costruibile con riga e compasso: nel 1796 Carl Friedrich Gauss dimostrò che la costruzione di un poligono regolare può essere fatta per via geometrica solo se la scomposizione in fattori primi del suo numero N di lati è del tipo
{\displaystyle N=2^{k}{p_{1}}{p_{2}}\cdots {p_{s}},}
dove k è un numero intero non negativo ed i fattori p1, p2... sono numeri di Fermat primi distinti.
Gli unici numeri primi di Fermat noti a oggi sono 3, 5, 17, 257 e 65537. Per quanto riguarda la costruzione del triangolo (equilatero) e del pentagono (regolare), la soluzione era stata già trovata nel mondo antico (vedi Elementi di Euclide). Gauss dimostrò che la ricerca di uno qualunque dei parametri caratteristici di questi poligoni regolari (angolo al centro, lunghezza del lato o proiezione di un vertice su uno degli assi) può essere ricondotta alla risoluzione di una serie di equazioni di secondo grado; e questo è un compito che effettivamente può essere eseguito con l'uso di soli riga e compasso.
Gauss si limitò a dimostrare questa fattibilità, senza però indicare metodi costruttivi specifici. Solo nel 1894 Johann Gustav Hermes, dopo un lavoro durato una decina d'anni, riuscì a trovare un lunghissimo procedimento per costruire il 65537-gono con riga e compasso.

## Idea della costruzione

Primo passaggio della costruzione geometrica del 65537-gono regolare

In questa sezione si riportano alcune considerazioni tratte dall'articolo "Carlyle Circles and the Lemoine Simplicity of Polygon Constructions", di Duane W. DeTemple. 
Analogamente a quanto accade per la costruzione del 257-gono, il procedimento si basa sul fatto che i vertici del 65537-gono regolare inscritto in un cerchio di raggio unitario possono essere determinati risolvendo l'equazione ciclotomica
{\displaystyle z^{65537}=1,}
le cui radici sono date dall'espressione
{\displaystyle r^{n}=e^{2\pi i{\frac {n}{65537}}},}
per n compreso fra 0 e 65536. Dato che la somma di tutte le radici dà 0, se dal totale togliamo r0=1, la somma delle rimanenti radici dà -1. 
Le radici diverse da r0 vengono opportunamente separate in due gruppi disgiunti di 32768 radici ciascuno. Indicando con A0 e A1 le somma delle radici nel primo e secondo gruppo rispettivamente, è chiaro che A0+A1 = -1. La determinazione dei valori A0 e A1 richiede una relazione aggiuntiva, che può essere trovata moltiplicando i due gruppi di radici. Ora, proprio per il modo in cui sono stati scelti i membri di ciascun gruppo, si ha che moltiplicando A0 e A1 si ottiene una somma di 1.073.741.824 termini, che possono essere raggruppati in 16384 serie complete delle radici comprese fra r1 e r65536. Ciascuna di queste serie di radici ha come somma il valore -1, quindi il prodotto calcolato risulta essere -16384. 
Le due serie di 32768 radici vengono a loro volta suddivise in quattro serie da 16384: si avrà A0=B0+B2 e A1=B1+B3. Anche in questo caso si possono calcolare i prodotti di queste coppie B0·B2 e B1·B3 di somme di 16384 radici: con lo stesso procedimento descritto sopra si ottengono quindi i valori numerici di questi Bn. Si procede allo stesso modo per ottenere i valori della somma di gruppi di 8192, 4096, ..., 16, 8, 4 e 2 radici ciascuno.
DeTemple dichiara che per la costruzione di questo poligono bisogna tracciare non più di 1332 cerchi di Carlyle. Si tratterebbe di un lavoro immane, che ha valore solo da un punto di vista teorico. Infatti non sarebbe materialmente possibile procedere con questo sistema con carta, riga e compasso reali: ecco di seguito alcune delle dimensioni relative alla costruzione, ammesso che il cerchio iniziale in cui si vuole inscrivere il 65537-gono abbia raggio pari a 1 cm:
- raggio del cerchio unitario: 1 cm,
- lato del 65537-gono: 0,0009587 mm ovvero 0,9587 µm,
- raggio del primo Cerchio di Carlyle: 81,91 m.

L'animazione si limita a mostrare la ricerca dei valori somma dei primi 2 gruppi di 32768 radici (An); i valori che si ottengono sono A0 ≈ 127,5 cm, A1 ≈ 128,5 cm

## Curiosità
È notevole il fatto che solo parte dei poligoni regolari può essere costruita con riga e compasso; tra questi ci sono ad esempio i seguenti:
- 65535-gono: poligono di 3×5×17×257 = 65535 lati (l'angolo al centro può essere trovato sovrapponendo un 255-gono e un 257-gono);
- 65536-gono: poligono con numero di lati pari alla sedicesima potenza di 2 (ottenibile per bisezioni successive);
- 65537-gono: poligono di Gauss.